# Gajdownia
Gajdownia – osada w Polsce położona w województwie opolskim, w powiecie oleskim, w gminie Olesno.